# Ceratocanthoides undatus
Ceratocanthoides undatus är en skalbaggsart som beskrevs av Rudolph Petrovitz 1973. Ceratocanthoides undatus ingår i släktet Ceratocanthoides och familjen Hybosoridae. Inga underarter finns listade i Catalogue of Life.